# Alfredo Sangiorgi
Répertoire
La Bardana, opéra
La Nuova Colonia, opéra
 San Giovanni decollato, opéra
Alfredo Sangiorgi (Catane, 25 octobre 1894 - Merano, 18 juillet 1962) fut un compositeur italien de musique classique de la période moderne.

## Biographie
Alfredo Sangiorgi commença ses études musicales dans sa ville natale auprès de Francesco Paolo Frontini, à la suite de quoi il étudia la composition au Conservatoire S. Pietro a Majella à Naples, sous la conduite d'Antonio Savasta. 
Après avoir dû interrompre sa formation en raison de la Première Guerre mondiale (durant laquelle il fut engagé sur le front), il se rendit en 1921 à Vienne, où il fut élève d'Arnold Schoenberg puis de Joseph Marx. De retour à Naples il obtint son diplôme en 1925. Sangiorgi enseigna au lycée musical de Sassari, aux conservatoires de Palerme et de Parme puis, à partir de 1940 jusqu'à sa disparition en 1962, au conservatoire de Bolzano. Parmi ses élèves on trouve Alearco Ambrosi et Aldo Clementi. Il se lia d’amité avec Mario Pilati et Mario Castelnuovo-Tedesco.

## Style
L'écriture de Sangiorgi oscille entre une reprise de la musique modale archaïsante et un chromatisme orienté vers l'atonalité, jusqu’à une adoption plus précise du Dodécaphonisme que Sangiorgi renouvela dès l'Après-guerre.

## Œuvres
Parmi les œuvres de Sangiorgi on trouve :
- Trois opéras :
  - La Bardana, opéra en un acte, livret de Alberto Colantuoni (1938)
  - La Nuova Colonia, opéra en un prologue et trois actes, livret de Luigi Pirandello (1952)
  - San Giovanni decollato, opéra en trois actes, livret de Nino Martoglio (1958)
- Des cantates et compositions pour chœur :
  - Cantata a Bellini,
  - L'album di Dodò,
- Compositions pour orchestre :
  - Dieci variazioni su un tema della Norma, (Dix variations sur un thème de "La Norma")
- Musique de chambre :
  - Tre invenzioni per violino, violoncello e pianoforte, (trois inventions pour violon, violoncelle et piano)
  - Sonata per violoncello e pianoforte, (sonate pour violoncelle et piano)
- Musique pour piano :
  - Tre pezzettini, (trois petits morceaux) .